# Шан (гора)
Шан (груз. შანი) — одна из вершин головного хребта Великого Кавказу, на кордоні Грузії та Інгушетії. 

## Географія
Найвища точка Інгушетії (4451 м.). Між хребтами Шан (на сході) і Куро-Шино (на заході) розташована ущелина річки Кістинки.
Названа ороніму нисходить до вайнахського шен — «льодовик».

## Виноски
1. 1 2  Ингушетия // Словарь современных географических названий. — Екатеринбург: У-Фактория. Под общей редакцией акад. В. М. Котлякова. 2006. Архів оригіналу за 18 травня 2015. Процитовано 7 травня 2015.
2. ↑  Shan, Georgia/Russia (англ.). Peakbagger.com[d]. Процитовано 13-09-2018.
3. ↑  Ефремов Ю.В. Голубое ожерелье Кавказа. — Л.: Гидрометеоиздат, 1988. — 160 с., с ил. Архів оригіналу за 18 травня 2015. Процитовано 7 травня 2015. [Архівовано 2015-05-18 у Wayback Machine.]
4. ↑  Титов А. Казбек. — М.: Физкультура и спорт, 1938. Архів оригіналу за 11 жовтня 2009. Процитовано 7 травня 2015. [Архівовано 2009-10-11 у Wayback Machine.]
5. ↑  Твердый А. В. Топонимический словарь Кавказа. Архів оригіналу за 6 жовтня 2010. Процитовано 6 жовтня 2010. [Архівовано 2010-10-06 у Wayback Machine.]